# Rehlingen
Pour les articles homonymes, voir Rehlingen (homonymie).
Rehlingen est une commune allemande située dans l'arrondissement de Lunebourg, en Basse-Saxe. Elle a une superficie de 65,96 km2 et compte 738 habitants (31 décembre 2014).